# Georges Lech
Georges Lech (født 2. juni 1945 i Billy-Montigny, Frankrig) er en tidligere fransk fodboldspiller, der spillede som angriber. Han var på klubplan tilknyttet RC Lens, FC Sochaux og Stade de Reims, og spillede desuden 35 kampe for det franske landshold, hvori han scorede syv mål